# Ctenochasma
Ctenochasma je rod dávno vyhynulého menšího pterodaktyloidního ptakoještěra, žijícího v období pozdní jury (asi před 150 miliony let) na území dnešního Německa (lokalita Solnhofen) a Francie.

## Popis
Druh C. elegans patří k nejmenším vůbec známým pterosaurům, s rozpětím křídel pouhých 25 cm. Rozlišujícím znakem tohoto rodu je přítomnost asi 260 zubů v zobákovitých čelistech, které sloužily k filtrování potravy z vody. Lebka nebyla vyzdobena žádným hřebenem, charakteristickým pro jiné druhy pterodaktyloidů. Objev kompletní lebky, popsaný v roce 2021 však ukázal, že jistá forma hřebínku mohla být u zástupců tohoto rodu přítomna.